# André Ernest Modeste Grétry
André Ernest Modeste Grétry (8. února 1741 Lutych, Belgie – 24. září 1813 Montmorency, Francie) byl belgický hudební skladatel.

## Život
Grétrymu se dostalo hudebního vzdělání od jeho otce, violisty v kostele Svatého Martina v Lutychu. V lutyšském chrámu St. Denis byl Grétry od 9 let věku zpěvákem ve sboru. Ve svých pamětech vzpomíná na přísnost vedoucího sboru Georgese-Henriho Wenicka. Grétry se učil cembalu a skladbě u Nicolase Rennekina, později u Henri Moreaua, kapelníka u Svatého Pavla. Mladý Grétry složil již řadu menších dílek, když roku 1760 dostal stipendium do Lutyšského kolegia v Římě. Od roku 1762 jej vyučoval Giovanni Battista Casali, vedoucí hudebního tělesa v římském Lateranu. Zde Grétry složil Confiteor a tuto skladbu poslal do Lutychu. V Římě složil pro tamější karneval 1765 svou první operu La Vendemmiatrice. Obstál také při náročné zkoušce před komisí Accademia dei Filarmonici Bologna. Na složení zkoušky se připravoval u Padre Martina. Ještě v Itálii zkomponoval šest smyčcových kvartetů, které později uveřejnil v Paříži, jako svůj opus 3. Roku 1766 se usadil v Ženevě, kde se živil jako učitel hudby a kompozice. Zde se dostal do kontaktu s francouzskou hudbou a roku 1767 navštívil Paříž, kde dvě jeho opery zaznamenaly velký úspěch (Le Huron 1768 a Lucile 1769). V Paříži se usadil natrvalo a pilně produkoval další opery. Kromě jiných to jsou: „Le tableau parlant“ (Mluvící obraz), „L‘ami de la maison“ (Rodinný přítel), „Richard Coeur-de-Lion“ (Richard Lví srdce). Poslední uvedená opera je dodnes v repertoáru velkých operních domů. Někdy se také hraje jedna z jeho posledních oper Guillaume Tell.
Roku 1795 byl Grétry jmenován inspektorem konservatoře (společně s Mehulem) a o rok později se stal členem prestižního Institut de France. Byl oblíbeným skladatelem Napoleonovým. Ten jej zařadil mezi rytíře Čestné legie. Později Grétry obdržel od Napoleona I. vysokou apanáž, která mu umožnila pořídit si v Montmorency u Paříže sídlo, bývalý majetek Jeana-Jacquese Rousseaua, které nazýval "Ermitáž". Usedlost zvelebil, obýval a v ní také 24. září 1813 zemřel. Jeho rodné město Lutych (Liège) mu roku 1842 odhalilo sochu a v Paříži je ulice pojmenována po Grétrym. Je pohřben na pařížském hřbitově Pére-Lachaise.

## Dílo
Grétryho převážně komické opery se vyznačují přirozeností hudebního výrazu i bohatou melodičností a měly svého času velký vliv na hudební vkus veřejnosti Grétry se stal známý i jako spisovatel, když uveřejnil své „Memoires, ou essais sur la musique“ (Paměti, aneb eseje o hudbě), které se staly velmi známé a čtené. Kromě oper, kterých složil několik desítek, komponoval i díla pro dechový orchestr, hudbu k baletům, vokální díla (svého času oblíbené revoluční písně), ale i sakrální skladby (Velká mše, De profundis, Rekviem).

## Jevištní díla
- Le Vendemmiatrice, dvě intermezza, libreto Labbate, premiéra 1765 Řím, Teatro Aliberti
- Isabelle et Gertrude, ou Les Sylphes supposés, komedie o 1 dějství, libreto C. S. Favart, premiéra prosinec 1766, Janov
- Le Connaisseur, komedie o třech dějstvích, libreto J. F. Marmontel, 1768, nedokončena
- Le Huron, komedie o jednom dějství, libreto J. F. Marmontel, premiéra 20. srpna 1768, Paříž, Comédie Italienne
- Les Mariages samnites, opera o jednom dějství, libreto P. Légier, premiéra 1768
- Le Tableau parlant, comédie-parade o jednom dějství, libreto J. F. Marmontel, premiéra 5. ledna 1769, Paříž, Comédie Italienne
- L'Amité à l'épreuve, komedie o dvou dějstvích, libreto C. S. Favart a C. H. Fusée de Voisenon, premiéra 13. listopadu 1770, Fontainebleau, královský zámek
- Les deux Avares, opera bouffon o dvou dějstvích, libreto C. G. Fenouillot de Falbaire, premiéra 27. října 1770, Fontainebleau, královský zámek
- Les Filles pourvues, „závěrečný kompliment“, libreto Anseaume, premiéra 31. března 1770, Paříž, Comédie Italienne
- Silvain, komedie o jednom dějství, libreto J. F. Marmontel, premiéra 19. února 1770, Paříž, Comédie Italienne
- L'Ami de la maison, komedie o třech dějstvích, libreto J. F. Marmontel, premiéra 26. října 1771, Fontainebleau, královský zámek
- Zémire et Azor, komedie-balet se zpěvy a tanci o čtyřech dějstvích, libreto J. F. Marmontel, premiéra 9. listopadu 1771, Fontainebleau, královský zámek
- Céphale et Procris ou L'Amour conjugal, hrdinský balet o třech dějstvích, libreto F. J. Marmontel (1773)
- La Rosière de Salency, pastorále o čtyřech dějstvích, libreto A. F. J. Masson de Pezay, premiéra 23. října 1773, Fontainebleau, královský zámek
- Le Magnifique, komedie o třech dějstvích, libreto M. J. Sedaine, premiéra 4. března 1773, Paříž, Comédie Italienne
- La Fausse Magie, komedie se zpěvy o dvou dějstvích, libreto F. J. Marmontel, premiéra 1. února 1775, Paříž, Comédie Italienne
- Les Mariages samnites, drame lyrique o třech dějství, libreto B. F. de Rosoi, premiéra 12. června 1776, Paříž, Comédie Italienne
- Les Statues, opera-féerie o čtyřech dějstvích, libreto F. J. Marmontel, premiéra 1778, Paříž, Comédie Italienne
- Amour pour amour, tři divertissementy, libreto P. Laujon, premiéra 10. března 1777, Versailles, královský zámek
- Matroco, burleskní drama o pěti dějstvích, text P. Laujon, 3. listopadu 1777, zámek prince de Condé
- Le Jugement de Midas, komedie o třech dějstvích, libreto T. D'Hèle, premiéra 28. března 1778, Paříž, Palais Royal, apartmá Mme de Montesson
- Les Fausses Apparences ou L'Amant jaloux, komedie o třech dějstvích, libreto T. D'Hèle, premiéra 20. listopadu 1778, Versailles, královský zámek
- Les Trois Âges de l'Opéra, prolog, libreto Devismes de Saint-Alphonse, premiéra 27. dubna 1778, Paříž, Opéra
- Aucassin et Nicolette, ou Les mœurs du bon vieux temps, komedie o čtyřech dějstvích, libreto M. J. Sedaine, premiéra 30. prosince 1779, Versailles, královský zámek
- Les Événements imprévus, komedie o třech dějstvích, libreto T. D'Hèle, premiéra 11. listopadu 1779, Versailles, královský zámek
- Andromaque, tragédie lyrique o třech dějstvích, libreto L. G. Pitra, premiéra 6. června 1780, Paříž, Opéra
- Emilie, ou La belle esclave, comédie lyrique o jednom dějství, libreto N. F. Guillard, premiéra 22. února 1781, Paříž, Opéra
- Electre, tragédie lyrique o třech dějstvích, libreto J. C. Thilorier (1781–82)
- Colinette à la cour, ou la Double Épreuve, comédie lyrique o třech dějstvích, libreto J. B. Lourdet de Santerre, premiéra leden 1782, Paříž, Opéra
- L'Embarras des richesses, comédie lyrique o třech dějstvích, libreto J. B. Lourdet de Santerre, premiéra 26. listopadu 1782, Paříž, Opéra
- Les Colonnes d'Alcide, opera o jednom dějství, libreto L. G. Pitra (1782)
- La Caravane du Caire, opera-balet o třech dějstvích, libreto E. Morel de Chédeville, premiéra 30. listopadu 1783, Fontainebleau, královský zámek
- Thalie au nouveau Théâtre, prolog, libreto M. J. Sedaine, premiéra 28. dubna 1783, Paříž, Comédie Italienne
- L'Épreuve villageoise, opera bouffon o dvou dějstvích, libreto F. J. B. Choudard (Desforges), premiéra 24. června 1784, Paříž, Comédie Italienne
- Richard Cœur de Lion, komedie o třech dějstvích, libreto M. J. Sedaine, premiéra 21. října 1784, Paříž, Comédie Italienne
- Théodore et Paulin, comédie lyrique o třech dějstvích, libreto F. J. B. Choudard (Desforges), premiéra 5. března 1784, Versailles, královský zámek
- Œdipe à Colonne, tragédie lyrique o třech dějstvích, libreto N. F. Guillard (1785)
- Panurge dans l'isle des lanternes, comédie lyrique o třech dějstvích, libreto E. Morel de Chédeville, premiéra 25. ledna 1785, Paříž, Opéra
- Amphitryon, opera o třech dějstvích, libreto M. J. Sedaine, premiéra 15. března 1786, Versailles, královský zámek
- Le Comte d'Albert, drama o dvou dějstvích, libreto M. J. Sedaine, premiéra 13. listopadu 1786, Fontainebleau, královský zámek
- Les Méprises par ressemblance, komedie o třech dějstvích, libreto J. Patrat, premiéra 7. listopadu 1786, Fontainebleau, královský zámek
- Le Prisonnier anglais, komedie o třech dějstvích, libreto G. F. Fouques (Desfontaines), premiéra 26. prosince 1787, Paříž, Comédie Italienne
- Le Rival confident, komedie o dvou dějstvích, libreto N. J. Forgeot, premiéra 26. června 1788, Paříž, Comédie Italienne
- Aspasie, opera o třech dějstvích, libreto E. Morel de Chédeville, premiéra 17. března 1789, Paříž, Opéra
- Raoul Barbe-Bleue, komedie o třech dějstvích, libreto M. J. Sedaine, premiéra 2. března 1789, Paříž, Comédie Italienne
- Pierre le Grand, komedie se zpěvy o čtyřech dějstvích, libreto J. N. Bouilly, premiéra 13. ledna 1790, Paříž, Comédie Italienne
- Guillaume Tell, drama o třech dějstvích, libreto M. J. Sedaine, premiéra 9. dubna 1791, Paříž, Comédie Italienne
- Basile, ou À trompeur, trompeur et demi, komedie o jednom dějství, libreto M. J. Sedaine, premiéra 17. října 1792, Paříž, Comédie Italienne
- Cécile et Ermancé, ou Les Deux Couvents, komedie o třech dějstvích, libreto Claude Joseph Rouget de Lisle a J. B. D. Desprès, premiéra 16. ledna 1792, Paříž, Comédie Italienne
- L'Officier de fortune, drama o třech dějstvích, libreto E. G. F. de Favières, komponováno 1790–92, premiéra 20. října 2012, Lutych, Opéra Royal de Wallonie
- Roger et Olivier, opera o třech dějstvích, libreto J. M. Souriguère de Saint-Marc, komponováno 1792–93, neprovedeno
- Séraphine ou Absente et présente, komedie se zpěvy o třech dějstvích, libreto A. J. Grétry, komponováno 1792–93, neprovedeno
- L'Inquisition de Madrid, drame lyrique o třech dějstvích, libreto A. J. Grétry, komponováno 1793–94, neprovedeno
- Callias ou Nature et patrie, opera o jednom dějství, libreto F. B. Hoffman, premiéra 19. září 1794, Paříž, Opéra Comique
- Denis le Tyran, maître d'école à Corinthe, opera o jednom dějství, libreto P. S. Maréchal, premiéra 23. srpna 1794, Paříž, Opéra
- Diogène et Alexandre, opera o třech dějstvích, libreto P. S. Maréchal, komponováno 1794, neprovedeno
- Josephe Barra, „historický čin“ o jednom dějství, libreto G. D. T. Levrier Champ-Rion, premiéra 5. června 1794, Paříž, Opéra Comique
- La Rosière républicaine ou La Fête de la Vertu, opera o jednom dějství, libreto P. S. Maréchal, premiéra 2. září 1794, Paříž, Opéra